# Fritillaria taipaiensis
Fritillaria taipaiensis är en liljeväxtart som beskrevs av P.Y.Li. Fritillaria taipaiensis ingår i Klockliljesläktet och i familjen liljeväxter. Inga underarter finns listade.